# Władysław Staszewski

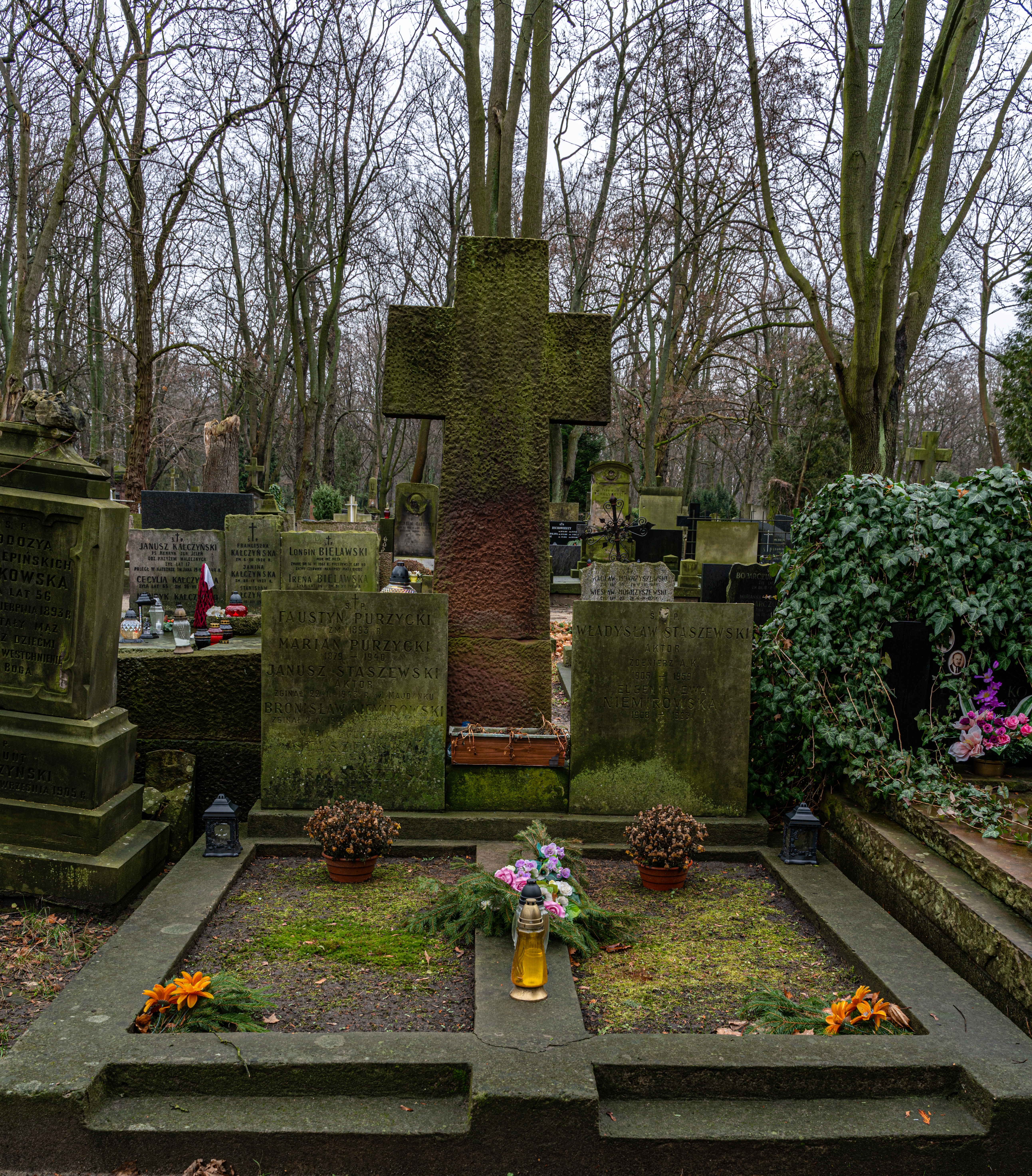
Grób Władysława Staszewskiego na cmentarzu Powązkowskim

Władysław Soter Staszewski (ur. 22 kwietnia 1905 w Mławie, zm. 8 listopada 1959 w Krakowie) – polski aktor teatralny i filmowy, powstaniec warszawski

## Życiorys
Urodził się w rodzinie Jana i Marii Justyny z Purzyckich. Ukończył Gimnazjum im. Stanisława Wyspiańskiego w Mławie (1925) oraz Oddział Dramatyczny Państwowego Konserwatorium Muzycznego w Warszawie (1928). Występował na scenach teatralnych Łodzi, Krakowa, Wilna i Lwowa.
Po wybuchu II wojny światowej występował w Grodnie i Białymstoku (1940–1941). W 1942 przedostał się do Warszawy, gdzie podjął pracę jako kelner w Kawiarni „U Aktorek”. Podczas powstania warszawskiego był żołnierzem 1. kompanii Zgrupowania Bartkiewicz, walcząc na północnym Śródmieściu. Po upadku powstania dostał się do niewoli niemieckiej i został wywieziony do obozu Bergen-Belsen. Po jego wyzwoleniu przez krótki czas występował w kierowanym przez Leona Schillera polskim teatrze w Lingen.
Do Polski powrócił w 1945 roku. W sezonie 1945/46 należał do zespołu teatru jeleniogórskiego, w latach 1946–1949 występował w Teatrze Wojska Polskiego w Łodzi (z dwuletnią przerwą spowodowaną gruźlicą gardła). Następnie był członkiem zespołów: Teatru Współczesnego w Warszawie (1949–1950), Teatrów Dramatycznych we Wrocławiu (1950–1951), Teatru Ateneum w Warszawie (1951–1953), Teatru Polskiego w Warszawie (1956–1958) oraz Teatru Powszechnego w Warszawie (1958–1959). Grywał również w przedstawieniach Teatru Telewizji i Teatru Polskiego Radia oraz pracował przy dubbingu.
W latach 1948–1949 był wykładowcą PWST w Warszawie z siedzibą w Łodzi.
Zmarł na scenie Teatru im. Juliusza Słowackiego w Krakowie podczas uroczystości jubileuszowych aktorów i pracowników teatru, w których to uczestniczył jako przedstawiciel ZASP. Został pochowany na cmentarzu Powązkowskim w Warszawie (kwatera 79-4-13,14).

## Ordery i odznaczenia
- Złoty Krzyż Zasługi (10 maja 1946)[2]
- Krzyż Partyzancki
- Medal za Warszawę 1939–1945
- Medal 10-lecia Polski Ludowej (19 stycznia 1955)[3]

## Filmografia
- Ślepy tor (Powrót) (1947) – lekarz opiekujący się chorą Marysią
- Za wami pójdą inni... (1949) – dozorca Feluś
- Trzy opowieści (1953) – majster Molenda (opowieść „Cement”)
- Celuloza (1953) – gajowy
- Niedaleko Warszawy (1954) – działacz partyjny
- Wraki (1956) – Orbach, członek załogi statku
- Szkice węglem (1956) – karczmarz Szmul
- Nikodem Dyzma (1956) – pracownik w ministerstwie rolnictwa